# Torrgräsbärfis
Torrgräsbärfis (Eurygaster maura) är en insektsart som först beskrevs av Carl von Linné 1758.  Torrgräsbärfis ingår i släktet Eurygaster, och familjen sköldskinnbaggar. Arten är reproducerande i Sverige.

## Bildgalleri

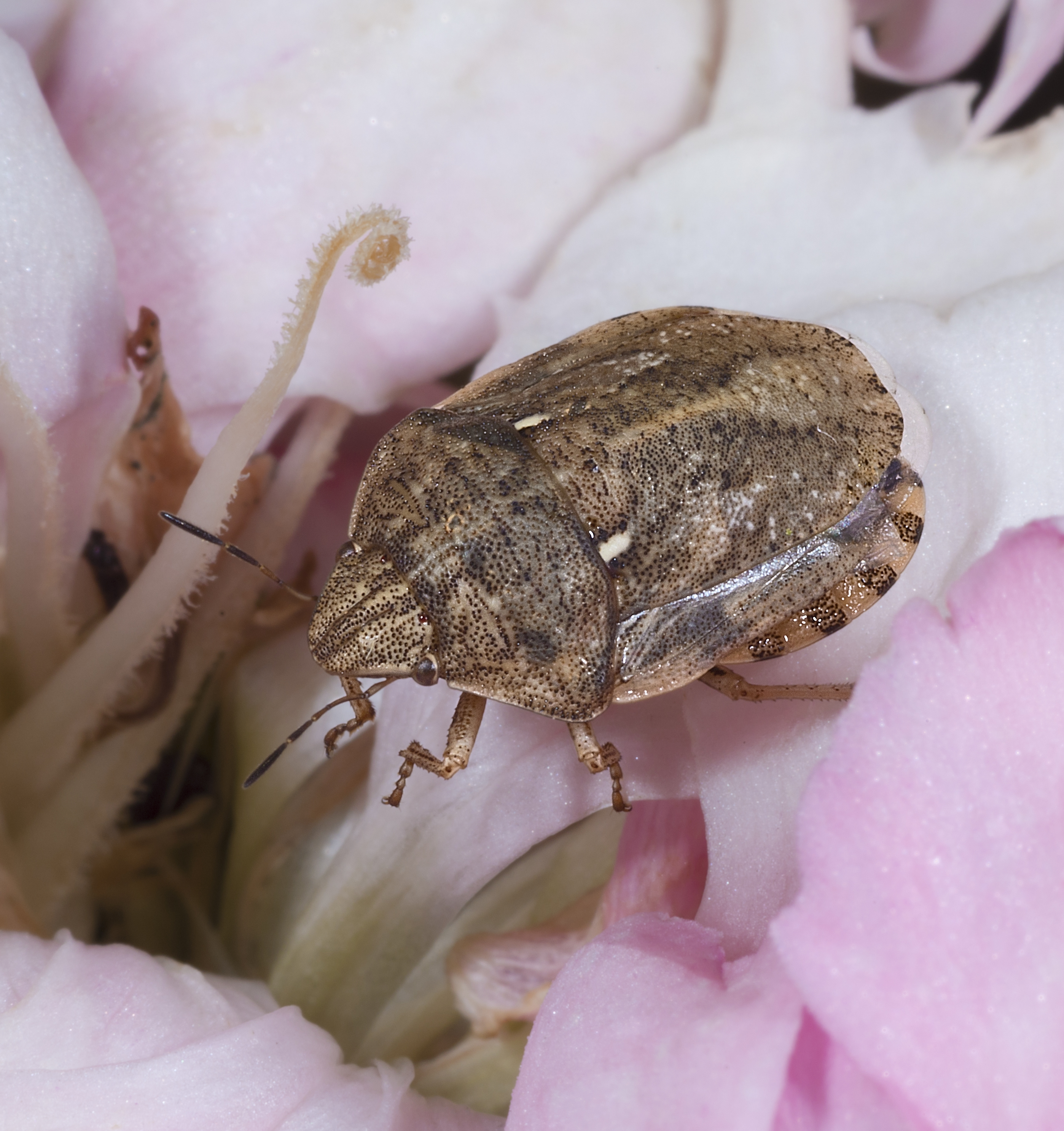
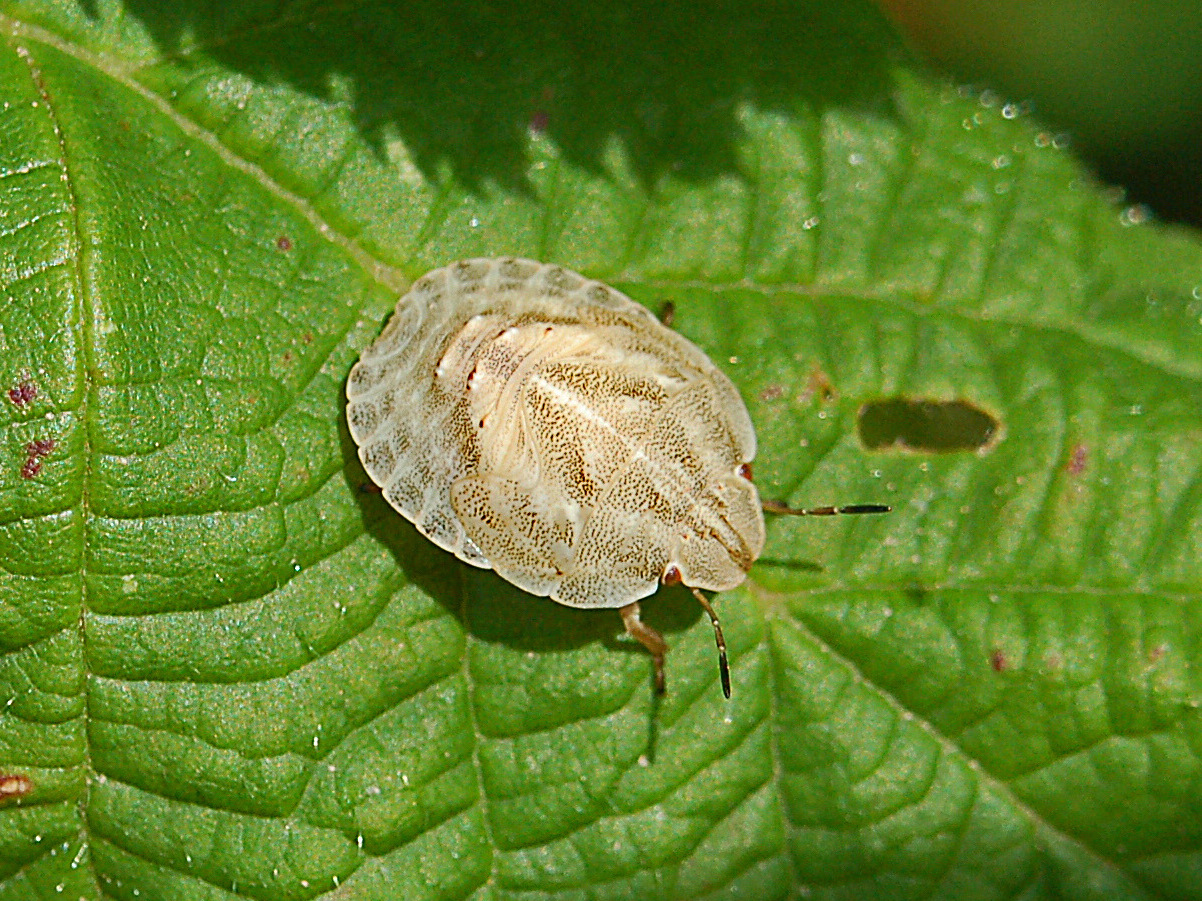